# 413 Edburga
413 Edburga (mednarodno ime je tudi 413 Edburga) je asteroid tipa M (po Tholenu) oziroma X (po SMASS) v asteroidnem pasu. 

## Odkritje
Asteroid je odkril nemški astronom Max Wolf ( 1863 – 1932) 7. januarja 1896 v Heidelbergu, Nemčija. Izvor imena ni znan.

## Lastnosti
Asteroid Edburga obkroži Sonce v 4,15 letih. Njegova tirnica ima izsrednost 0,344, nagnjena pa je za 18,717° proti ekliptiki. Njegov premer je 31,95 km .